# Bullita pacifica
Bullita pacifica är en insektsart som beskrevs av Andrej Vasiljevitj Gorochov 1986. Bullita pacifica ingår i släktet Bullita och familjen syrsor. Inga underarter finns listade i Catalogue of Life.